# Luchtvaart in 2012
Deze pagina gaat over het luchtvaartjaar 2012.

## Gebeurtenissen

### Januari
7 januari
- Bij het Nieuw-Zeelandse plaatsje Carterton vliegt een luchtballon tijdens de landing tegen een hoogspanningskabel waarna de ballon en het mandje in brand vliegen. De elf inzittenden van het mandje komen om.[1]

14 januari
- Bij het Nederlandse plaatsje Mussel stort een ULM neer in een weiland. De piloot en enige inzittende van de Ikarus C42 komt om.[2]

17 januari
- De Cessna Citation Ten voert zijn eerste vlucht uit.

19 januari - 20 januari
- Een deel van de vluchten vanaf Brussels Airport ondervindt lichte hinder van een staking van bagageafhandelaar Flightcare.[3]

21 januari
- ANA voert de eerste intercontinentale vlucht met een Boeing 787 uit tussen Luchthaven Haneda en Luchthaven Frankfurt am Main.

25 januari
- Norwegian kondigt een order aan voor 122 Boeings 737 en 100 Airbussen A320 NEO. De order gaat de boeken in als de meest omvangrijke van een Europese luchtvaartmaatschappij ooit.[4]

28 januari
- Na aanhoudende financiële problemen zet Spanair alle vluchten stop.[5] Twee dagen later wordt het faillissement aangevraagd.[6]

30 januari
- Door een nationale staking in België sluit Brussels South Charleroi Airport voor een dag. Op Brussels Airport blijft de hinder vooral beperkt tot vluchten die preventief geannuleerd werden.

### Februari
3 februari
- Malév, de nationale luchtvaartmaatschappij van Hongarije stopt na 66 jaar met het het uitvoeren van vluchten. De luchtvaartmaatschappij zat al lange tijd in financiële problemen.[7]

8 februari
- De EASA verplicht al de luchtvaartmaatschappijen die met de Airbus A380 vliegen om deze toestellen te controleren op scheurtjes in de vleugels.[8]

13 februari
- Vertrekhallen 1 en 2 van Luchthaven Schiphol worden ontruimt na een bommelding. Later op de dag wordt de bommelder gearresteerd en gaan de vertrekhallen weer open. Het luchtverkeer ondervindt zo goed als geen hinder.[9][10]

14 februari
- Lion Air ondertekent een contract met Boeing voor de bestelling van 201 vliegtuigen uit de 737 MAX-serie en 29 Boeings 737-900ER.[11]

15 februari
- De Nederlandse Raad van State geeft Groningen Airport Eelde na jaren van juridische en politieke strijd de toestemming om landingsbaan 05-23 te verlengen van 1800 m naar 2500 m.[12]

28 februari
- Boeing levert de eerste 747-8I af. Het gaat om een toestel in VIP-uitvoering dat afgeleverd wordt aan een onbekende klant uit het Midden-Oosten.[13]

### Maart
2 maart
- De duizendste Boeing 777 verlaat de fabriek van van Boeing in Everett.[14]

15 maart
- Een Lockheed Martin C-130J Super Hercules van de Koninklijke Noorse luchtmacht stort neer op de Zweedse berg Kebnekaise. De 5 inzittenden komen om.[15]

16 maart
- Zeker 12 Turkse militairen komen om wanneer een helikopter neerstort bij Kabul, hiernaast komen ook 4 Afghaanse burgers om op de grond.[16]

20 maart
- Air Berlin en dochteronderneming Niki treden toe tot Oneworld.[17]

25 maart
- Iberia Express voert zijn eerste vlucht uit.[18]

### April
2 april
- Een ATR 72 van UTair Aviation stort neer vlak na het opstijgen vanaf de luchthaven van het Russische Tjoemen. 31 van de 45 inzittenden komen om.[19]

5 april
- Volotea voert zijn eerste commerciële vlucht uit.[20]

6 april
- In het Belgische Hoei stort een Robinson R22-helikopter neer nadat hij een kabelbaan heeft geraakt. De twee inzittenden komen om.[21]

11 april
- Een V-22 Osprey van de United States Air Force stort neer in het zuiden van Marokko. Twee militairen komen om het leven.[22]

16 april
- Korongo Airlines, de Afrikaanse dochtermaatschappij van Brussels Airlines voert zijn eerste vlucht uit.[23]

20 april
- bmi verlaat na zijn overname door IAG Star Alliance.[24]
- Bhoja Air-vlucht 213 uitgevoerd met een Boeing 737-200 stort neer in het Pakistaanse Rawalpindi tijdens het aanvliegen op Luchthaven Benazir Bhutto in Islamabad. 127 mensen komen om.[25][26]

25 april
- Boeing levert de eerste Boeing 747-8I in passagiersconfiguaratie af aan Lufthansa.[27]

### Mei
3 mei
- Cimber Sterling vraagt het faillissement aan.[28]
- Avions de Transport Regional levert zijn duizendste vliegtuig af, het gaat om een ATR 72-600 voor Air Nostrum.[29]

8 mei
- De opening van Luchthaven Berlin Brandenburg die gepland was voor 3 juni wordt voor de tweede keer uitgesteld. Origineel was het plan om de luchthaven te openen op in november 2011.[30]

9 mei
- Een Soechoj Superjet 100 stort tijdens een testvlucht neer tegen de berg Salak in West-Java. De 45 inzittenden komen om.[31][32][33]

14 mei
- Een Dornier Do 228 van Agni Air stort neer bij de Nepalese Luchthaven Jomsom na het maken van een mislukte doorstart. 15 van de 21 inzittenden komen om.[34][35][36]

29 mei
- Saudia treedt toe tot SkyTeam. Samen met de toetreding werd de naam Saudi Arabian Airlines terugveranderd in Saudia.[37][38][39]

### Juni
1 juni
- Lufthansa voert de eerste commerciële passagiersvlucht met de Boeing 747-8I uit tussen Frankfurt en Washington.[40][41]

2 juni
- Een Boeing 727-200F van Allied Air raakt niet op tijd afgeremd en glijdt voorbij het eind van de landingsbaan op Luchthaven Kotoka Internationaal. Het vliegtuig gaat door de afsluiting van het vliegveld en botst tegen een minibus. Tien mensen in de minibus komen om, de bemanningsleden van het vliegtuig overleven het ongeval.[42][43][44]

3 juni
- Een McDonnell Douglas MD-83 van Dana Air Stort neer in een wijk in Lagos, de grootste stad van Nigeria. Al de 147 inzittenden komen om net als verschillende mensen op de grond.[45][46]

4 juni
- Scoot voert zijn eerste vlucht uit.[47]

5 juni
- De Solar Impulse voert zijn eerste intercontinentale vlucht uit tussen Madrid en Rabat.[48][49][50][51]

21 juni
- Avianca, Taca Airlines en Copa Airlines treden toe tot Star Alliance.[52][53]

22 juni
- LAN Airlines rondt de overname van TAM Linhas Aéreas af. Hiermee wordt de luchtvaartgroep LATAM gevormd.[54][55]

26 juni 
- Air Finland vraagt wegens financiële problemen het faillissement aan.[56][57]

28 juni
- Middle East Airlines treedt toe tot SkyTeam.[58][59][60]

### Juli
3 juli
- Ryanair kondigt aan dat ze een hub zal openen op Maastricht Aachen Airport.[61][62][63][64]

5 juli
- PLUNA zet al zijn activiteiten stop, nadat de Uruguayaanse overheid haar financiële steun aan de maatschappij heeft ingetrokken.[65][66][67][68]

8 juli
- Airbus begint met de productie van de eerste onderdelen van de A320 NEO.[69][70]

 9-13 juli
- Op Farnborough Airport vindt de Farnborough Air Show plaats.[71][72]

9 juli
- Virgin Australia bestelt 23 Boeings 737 MAX 8.

- Air Lease plaatst een order voor 75 Boeings 737 MAX en neemt een optie op nog 25 stuks.

- Arkia Israel Airlines bestelt 21 Airbus A321 NEOs.

- Hebei Airlines plaatst een bestelling voor twee Embraer ERJ 190's.

10 juli
- Cathay Pacific plaatst een order voor 10 Airbus A350-1000's en zet een order voor 16 A350-900's om in orders voor A350-1000's.

- GECAS kondigt een order aan voor 75 Boeing 737′s MAX.

- airBaltic plaatst een bestelling voor 10 Bombardier CS300's en neemt een optie op nog 10 van deze toestellen.

- Ilyushin Finance kondigt de aankoop van 10 Let L-410 Turbolets aan.

- Drukair plaatst een bestelling voor een Airbus A319's met winglets.

11 juli
- China Aircraft Leasing Company tekent een memorandum of understanding voor 36 vliegtuigen van de A320-familie, waarvan 8 Airbus A321′s met sharklets.

- CIT Aerospace plaatst een order voor 10 Airbus A330s.

- Het in Ierland gevestigde leasebedrijf Avalon plaatst een voorlopige bestelling voor 30 Boeing 737's.

- SkyWest Airlines en Mitsubishi sluiten een akkoord over de aankoop van 100 Mitsubishi Regional Jets 90.

12 juli
- United Airlines plaatst een megaorder voor 100 Boeings 737 9 MAX en 50 Boeings 737-800 Next Generation.

- Airbus kondigt aan dat Middle East Airlines vijf Airbus A320neo's en vijf A321neo's koopt, Synergy Aerospace koopt 9 Airbus A330's en UTair koopt 20 Airbus A321's.

16 juli
- Op 4 verschillende vluchten van Delta Air Lines tussen Schiphol en de Verenigde Staten worden er naalden in de broodjes aangetroffen. Delta Air Lines, de FBI, de Koninklijke Marechaussee en Gate Gourmet, de producent van de broodjes startten een onderzoek.[103][104][105][106][107]

### Augustus
1 augustus
- Emirates start als eerste maatschappij met het uitvoeren van een lijnvlucht naar Luchthaven Schiphol met een Airbus A380.[108][109]

12 augustus
- Nadat de overnamegesprekken met Alitalia afspringen stopt Windjet met de uitvoering van vluchten.[110][111][112][113][114]

14 augustus
- De opening van Luchthaven Berlin Brandenburg wordt voor de derde keer uitgesteld, er wordt dit keer geen precieze openingsdatum opgegeven. Eerder werden november 2011 en juni 2012 al als openingsdata opgegeven.[115][116]
- De Amerikaanse luchtmacht voert een testvlucht uit met een hypersonisch vliegtuigje. Het vliegtuigje is ontworpen om een snelheid van 6 Mach te halen. Enkele dagen later raakt bekend dat de test mislukt is.[117][118][119][120]

18 augustus
- Tijdens het aanvliegen voor een noodlanding op luchthaven Naga stort een Piper Seneca PA 34-200 neer met aan boord Jesse Robredo, de minister van Binnenlandse Zaken van de Filipijnen, een van zijn medewerkers en twee piloten. Enkel de medewerker overleefde zeker het ongeluk, de rest van de inzittenden zijn vermist.[121][122][123][124]

19 augustus
- In het zuiden van Soedan stort een Antonov-toestel neer met aan boord een delegatie van de Soedanese regering. Alle 31 inzittenden komen om waaronder de Soedanese minister van Regieuze Aangelegenheden Ghazi al-Sadiq Abdel Rahim.[125][126][127][128]

29 augustus
- Aerolíneas Argentinas treedt toe tot SkyTeam.[129][130]

### September
8 september
- 27 oktober 2013 wordt aangekondigd als nieuwe openingsdatum van Luchthaven Berlin Brandenburg.[131][132]

2000 · 2001 · 2002 · 2003 · 2004 · 2005 · 2006 · 2007 · 2008 · 2009 · 2010 · 2011 · 2012 · 2013 · 2014 · 2015 · 2016 · 2017 · 2018 · 2019 · 2020 · 2021 · 2022 · 2023 · 2024 · 2025